# Kościół Wszystkich Świętych w Łaziskach
Kościół Wszystkich Świętych w Łaziskach − zabytkowy gotycki kościół katolicki znajdujący się w Łaziskach w powiecie wodzisławskim w województwie śląskim. Jest kościołem parafii pw. Wszystkich Świętych w Łaziskach w dekanacie Gorzyce w archidiecezji katowickiej. 
Wzniesiona w latach 1466–1467 świątynia jest jednym z najstarszych kościołów drewnianych na Śląsku i w Polsce zachowanych do naszych czasów, zarazem jednym z przykładów tzw. gotyku drewnianego w Polsce. Nazywany perłą sakralną ziemi wodzisławskiej. 
Kościół znajduje się na Szlaku Architektury Drewnianej województwa śląskiego w pętli rybnickiej. 

## Historia
Przy południowym wejściu do kościoła znajduje się napis na belce „Tomasz Andreas Hlop s Pisarzowiz” i data „1579” przyjmowana przez długi czas za datę budowy świątyni. Taką interpretację podważyło odkrycie dekoracji malarskich na belkach zrębowych w trakcie prac remontowych w 1998 roku, jako że na polichromii znajdowała się dobrze czytelna data „1560”. 
Przeprowadzone w 2008 roku badania dendrochronologiczne datują drewno użyte do budowy świątyni na 1466 lub 1467 rok. Kościół zatem wybudowany został w II połowie XV wieku, Jest to zatem jeden z najstarszych zachowanych kościołów drewnianych w województwie śląskim. Podwaliny dębowe pod prezbiterium oraz jodłowa nawa są pierwotne i pochodzą z 1466/1467 roku.
Wieża kościoła jest nieco późniejsza, wybudowana w 1507 r. Remontowano ją i przebudowano w 1748. W trakcie przebudowy wieża otrzymała izbicę i barokowy hełm. W 1870 roku zastąpiono starą, drewnianą zakrystię nową, murowaną. Wtedy to też prawdopodobnie przepruto ścianę zachodnią kościoła powiększając nawę o przestrzeń wieży.  
W czasie II wojny światowej 27 marca 1942 r. Niemcy zrabowali dzwony uważane za najstarsze zachowane dzwony na Śląsku. Mniejszy dzwon ma średnicę 67 cm i ma napis: Ave Maria Gratia Plena („Zdrowaś Mario łaskiś pełna”). Dzwon został odlany w późnym okresie XV wieku, a obecnie pełni swoją rolę w kościele Świętego Krzyża w Rednitzhembach-Plöckendorf, w okolicach Norymbergi. Natomiast większy dzwon o średnicy 93 cm nosi napis: O Rex Gloriae Veni Cum Pace: Ave Maria („O królu chwały przyjdź z pokojem. Ave Maria”). Powstał w I poł. XVI w. Bije w kościele św. Jadwigi w Ganderkesee, położonym na zachodnim Largau między Hunte i Weser. Miejscowa społeczność i lokalne organizacje domagają się powrotu zabytków do kościoła w Łaziskach.
Przeprowadzone w latach 1998−99, mające na celu wzmocnienie konstrukcji kościoła, wprawdzie nie zniszczyły zabytkowej więźby, jednak przez wprowadzenie  nieestetycznych  rozwiązań  technicznych  i  użycie  nowoczesnych  materiałów (jak stal, folie z tworzywa sztucznego i pianka montażowa), a także przez niską jakość  wykonawstwa  i  brak  końcowego  uporządkowania  w  zasadniczy  sposób zakłóciły zabytkowy charakter więźby.
Kościół pierwotnie był kościołem filialnym parafii w Godowie w dekanacie wodzisławskim, od 1969 roku w Łaziskach prowadzono samodzielne duszpasterstwo parafialne. W 1970 wszedł w skład nowo utworzonego dekanatu Gorzyce Śląskie. Parafię erygowano 29 stycznia 1978 roku. 

## Architektura i wyposażenie
Kościół jest orientowany. Drewniany, wybudowany w konstrukcji zrębowej. Nawa kościoła wykonana jest na rzucie zbliżonym do kwadratu, prezbiterium węższe, zamknięte trójbocznie. Do prezbiterium od północy przylega prostokątna murowana zakrystia. Od zachodu do nawy dostawiona jest wieża o konstrukcji słupowej, na rzucie kwadratu. Od strony północnej, wschodniej i południowej nawa i prezbiterium otoczone są sobotami. Kościół reprezentuje typ małopolskiego kościoła drewnianego - dach nawy i prezbiterium przekryte są wspólnym dachem siodłowym. Wieża kościoła z izbicą, zwieńczona cebulastym hełmem gontowym. W dachu nawy - sygnaturka z podobnym cebulastym hełmem. Wewnątrz w prezbiterium znajduje się pozorne sklepienie kolebkowe, w nawie strop przechodzący przy ścianach w ukośne płaszczyzny. Pośrodku nawy znajduje się słup wspierający konstrukcję dachu. W zachodniej części nawy znajduje się chór muzyczny wsparty na 6 słupach. Balustrada chóru pełna, drewniana. 
W północnej ścianie nawy znajduje się przeszklenie zakrywające dziurę po pocisku - pamiątkę po II wojnie światowej, kiedy to pocisk wpadł do wnętrza świątyni i nie wybuchł. Na przeszkleniu namalowane jest oko opatrzności. 
Ważniejsze elementy wyposażenia kościoła to: późnobarokowy ołtarz główny z XVIII wieku, neogotyckie ołtarze boczne (prawy św. Barbary i lewy św. Antoniego Padewskiego), XVIII-wieczne ambona i chrzcielnica, organy z XVIII wieku przebudowane w wieku XIX przez firmę Karla Kuttlera z Opawy. Przy południowym wejściu znajdują się dwie kamienne kropielnice.

## Polichromia
Całe wnętrze kościoła pokryte jest bogatą dekoracją malarską z 1560 r. (na ścianach prezbiterium i nawy) i 1948 r. (na stropach). XVI-wieczna polichromia odkryta została w trakcie prac remontowo-konserwatorskich w 1998 roku. 
Na ścianach nawy znajdują się przedstawienia ze Starego i Nowego Testamentu oraz sceny świeckie. Są to sceny biblijne: Adam i Ewa, Kain i Abel; poniżej: Zwiastowanie, Nawiedzenie św. Elżbiety, Pokłon Trzech Króli. Przedstawienia świeckie to obrazy fundatorów kościoła(?) kobiety i mężczyzny (być może są to ówczesny właściciel Łazisk Jan II Planknar z żoną Magdaleną Komorowską), mężczyzny z mieczem, dziewczyny, młodzieńca i mężczyzny z laską(?). Obok wizerunku kobiety i mężczyzny znajduje się data "1560" oraz przedstawienie budowli, być może jest to dawny wizerunek kościoła w Łaziskach.
W prezbiterium na dole namalowany jest rząd aniołów podtrzymujących kotary, powyżej sceny pasyjne: Biczowanie, Ukrzyżowanie, Zdjęcie z krzyża, Złożenie do grobu, Ecce Homo i Zmartwychwstanie oraz wizerunki świętych: św. Barbary i św. Mikołaja.
Strop ozdabia polichromia o motywach roślinnych i figuralnych (przedstawienia świętych) wykonana w 1948 roku przez Ryszarda Węglorza i Alojzego Chromika z Rybnika.